# Chiesa dell'Assunzione della Beata Vergine Maria e di San Pellegrino
La chiesa dell'Assunzione della Beata Vergine Maria e di San Pellegrino (Crkva Uznesenja Blažene Djevice Marije i sv. Peregrina in croato) è un edificio di culto cattolico situato in piazza della Libertà a Umago, nell'Istria croata.

## Storia
La chiesa fu costruita tra il 1730 ed il 1757 sui resti di un edificio precedente andato distrutto nel 1651 durante una mareggiata.

## Descrizione
La chiesa presenta una facciata tardobarocca con la parte superiore al portale incompiuta. La sezione inferiore invece, di gusto barocco e realizzata dall'architetto Filippo Dongetti, è scandita da sei lesene e presenta sul portale una nicchia a conchiglia.
L'interno, a navata unica, presenta sei nicchie laterali e sette altari marmorei. Vi sono custoditi tra le altre cose un frammento di una pala lignea quattrocentesca con i Santi Pietro, Martino e Antonio, un crocifisso del XVII secolo ed una tela di Palma il Giovane. Sulla volta vi è un affresco attribuito a Giuseppe Bernardino Bison. Sull'altar maggiore le statue marmoree di San Pellegrino e San Niceforo opera di Antonio Bosa. L'organo, del 1776 è stato invece realizzato dal veneziano Francesco Dacci.
Separato dal fabbricato della chiesa si staglia il campanile alto 33 m. Costruito nel XV secolo e poi restaurato nel 1691, presenta al piano della cella campanaria  delle bifore. Sulle sue pareti esterne sono affissi un leone marciano, originariamente collocato sul palazzo Pretorio distrutto da un incendio nel 1924, e un rilievo di San Pellegrino con in mano il castello di Umago, posto un tempo sulla porta d'accesso al borgo. La cima del campanile è chiusa da un tamburo ottagonale che culmina poi con una cuspide.